# Scopula quintaria
Scopula quintaria är en fjärilsart som beskrevs av Louis Beethoven Prout 1916. Scopula quintaria ingår i släktet Scopula och familjen mätare. Inga underarter finns listade.